# Microgale thomasi
Microgale thomasi é uma espécie de mamífero da família Tenrecidae, endêmica de Madagascar.